# فدریکا برینیون
فدریکا برینیون (انگلیسی: Federica Brignone؛ زادهٔ ۱۴ ژوئیهٔ ۱۹۹۰) اسکی‌باز آلپاین اهل ایتالیا است.